# Xianyuan (sockenhuvudort i Kina, Heilongjiang Sheng, lat 46,49, long 125,45)
Xianyuan (kinesiska: 先源, 先源乡) är en sockenhuvudort i Kina. Den ligger i provinsen Heilongjiang, i den nordöstra delen av landet, omkring 120 kilometer nordväst om provinshuvudstaden Harbin. Antalet invånare är 14 370. Befolkningen består av 6 899 kvinnor och 7 471 män. Barn under 15 år utgör 13,0 %, vuxna 15-64 år 81 %, och äldre över 65 år 5,0 %.
Runt Xianyuan är det ganska tätbefolkat, med 120 invånare per kvadratkilometer. Närmaste större samhälle är Anda, 13,7 km sydväst om Xianyuan. Trakten runt Xianyuan består till största delen av jordbruksmark.
Genomsnittlig årsnederbörd är 739 millimeter. Den regnigaste månaden är juli, med i genomsnitt 211 mm nederbörd, och den torraste är januari, med 4 mm nederbörd.